# 水森英夫
水森 英夫（みずもり ひでお、1949年9月18日 - ）は、日本の作曲家。栃木県出身。日本作曲家協会常務理事
。作曲活動のほか、歌手の氷川きよしをスカウトし世に出したことでも知られる。

## 来歴
- 1961年、小学6年生のときテイチクレコード全国歌謡コンクールで優勝。1963年、「悲しきジンタ」で東芝レコードより「三井たかお」の名で歌手デビュー。敏いとうとハッピー&ブルーの初期メンバーとして活動した[1]。
- 1971年、「三音(みね)たかお」の芸名で「たった二年と二ヶ月で」をキャニオンレコードよりリリース。1976年、「水森英夫」に改名してテイチクレコードより同曲を再リリースした[注釈 1]。
- 1977年に歌手を引退。赤坂で副業のスナック経営をしながら作曲活動を続ける。
- 1993年、天童よしみに提供した「酒きずな」が『第44回NHK紅白歌合戦』で歌唱される[2][注釈 2]。
- 1995年12月、審査員を務めたNHK「BS歌謡塾あなたが一番」で氷川きよしをスカウト[1]。「きよしのズンドコ節」「白雲の城」などを提供し、人気歌手に育てた。
- 2000年、石原詢子に提供した「みれん酒」が『第51回NHK紅白歌合戦』で歌唱される[3][注釈 2]。
- 2015年、弟子の山内惠介が「スポットライト」で『第66回NHK紅白歌合戦』に初出場を果たす。
- 2020年1月、ラジオ番組「水森英夫のチップイン歌謡曲」が放送1000回を迎えた。
- 門下生に氷川きよし・森山愛子・山内惠介・音羽しのぶ・野村美菜・黒川真一朗・松尾雄史・小村美貴・幸田薫[1]・出光仁美[4]・池田輝郎・三丘翔太・青山新・二見颯一がいる。

## 主な提供作品

### あ行
- 葵かを里
  - 夢みなと

- 秋岡秀治
  - 河内人情
  - こぼれ紅
  - 八丁あらし
  - 旅ごろも
  - おんな火
  - 水花火
  - 千里の酒

- 池田輝郎
  - 湯の里しぐれ
  - 雨の夜汽車
  - 北の夜風
  - 湯の町哀歌
  - 人生みなと
  - 伊万里の母
  - 男の意地
  - ネオン舟
  - 港町しぐれ
  - ひとりにしないで
  - 両家良縁晴々と
  - 高山本線
  - 日豊本線
  - 一世一代
  - 男の峠
  - しぐれの酒場
  - 湯の花みれん
  - 名残り花

- 石川さゆり
  - 涙つづり

- 石原詢子
  - 人恋しぐれ
  - みれん酒
  - あなたと生きる
  - おんなの春
  - よりそい草
  - さよなら酒

- 市川由紀乃
  - 越後絶唱
  - 牡丹雪
  - 花乱舞
  - 一度でいいから

- 出光仁美
  - あいたか橋で
  - 一本道
  - 大川くだり
  - 男 安兵衛・喧嘩花
  - おんな七厘・神楽坂
  - 愛しゃ 愛しゃ
  - 吉祥祝い歌
  - 城崎しぐれ
  - 蝉しぐれ
  - 茶屋町しぐれ
  - 東京しぐれ
  - 花街しぐれ
  - 月様小唄
  - 遠い花
  - 涙のお酒
  - 再会橋で
  - 望郷小倉太鼓
  - 見返り小町
  - 六甲の女
  - 忘れ雨

- 井上由美子
  - 想い出の路

- 岩出和也
  - 君恋酒

- 岩本公水
  - 雪うさぎ

- 上杉香緒里
  - あなたの笑顔
  - むらさき海峡
  - 海峡こえて
  - 平舘哀歌
  - いのち坂
  - 戸隠の雨

- えなりかずき
  - 温泉に行きたい

- 大江裕
  - 心意気
  - ふるさと始発

- 大川栄策
  - 夢一天
  - 風の宿

- 大黒裕貴
  - 氷酒

- 丘みどり
  - 日御碕灯台

- 音羽しのぶ
  - しのぶの渡り鳥
  - しのぶの一番纏
  - 昔の彼に逢うのなら
  - 最終霧笛
  - 泣き酒
  - 二年酒
  - 周防灘
  - 箱根峠
  - 酒がたり
  - 瀬戸内みれん

### か行
- 角川博
  - 化粧川
  - 人情つれづれ

- 門脇陸男
  - 湯の里慕情
  - お立ち坂

- 加門亮
  - 旅人

- 川野夏美
  - 夢割酒
  - 夏椿
  - 秋桜の風に吹かれて

- 冠二郎
  - ほろよい酔虎伝
  - ブラボー酔虎伝
  - 浪花酔虎伝
  - 夜霧
  - 男の道

- キム・ヨンジャ
  - 哀愁の酒
  - 命火
  - 真心歌
  - 情熱のバラ
  - 人生海峡
  - 港酒
  - モナリザの微笑
  - 夜明け前
  - 酔いあかり
  - はぐれ恋
  - 陽は昇る
  - 花ふたたび
  - 横浜ラストダンス

- 黒川真一朗
  - 家族
  - あかね雲
  - グラスの氷
  - こぼれ灯
  - それが女の道なのよ
  - 柿田川
  - くれない酒場
  - 惚れほれ酒
  - なみだ雨
  - 落ち葉舟
  - 人生酒場
  - 風の町哀詩
  - 月草の宿
  - なだめ酒
  - 誰かあいつを知らないか
  - 東京演歌
  - 大阪演歌
  - こんにゃく野郎

- 幸田薫
  - 愛のゆくえ

- 小桜舞子
  - 恋する城下町
  - おんな男鹿港

- 伍代夏子
  - ひとり酒
  - 女のひとりごと
  - 鳴門海峡
  - ふたり坂
  - 浮世坂
  - 金木犀
  - 舟
  - 紅一輪
  - 霧笛橋
  - ほろよい酒場

- 小林幸子
  - 泣かせ雨

- 小村美貴
  - やっぱり大阪
  - 惚れた 惚れたよ
  - 大阪のおんな
  - おんな通せんぼ
  - おんなみれん節
  - 赤い雪

### さ行
- 坂本冬美
  - 播磨の渡り鳥

- 佐々木新一
  - 里ごよみ
  - 遠い空だよ故郷は
  - ふるさと津軽
  - 柳葉魚

- 島津亜矢
  - 相生〜ふたりの絆はほどけない〜
  - 縁

- 白川ゆう子
  - 置き手紙
  - 別れの理由
  - ホテル上海

- 神野美伽
  - みさお酒

### た行
- 多岐川舞子
  - 出雲雨情
  - 霧の城
  - 七尾しぐれ
  - みそか酒

- 天童よしみ
  - 酔ごころ
  - 酒きずな
  - 旅まくら
  - いのちの限り
  - 曇りのち晴れ
  - 夕月おけさ
  - きずな橋
  - 一番星
  - あなたに咲いた花だから
  - 昭和かたぎ

- 徳永ゆうき
  - 函館慕情
  - 津軽の風

- 鳥羽一郎
  - 哀傷歌

### な行
- 永井みゆき
  - 恋の大阪
  - よさこい時雨

- 永井裕子
  - 石見のおんな

- 長山洋子
  - 蒼月
  - 洋子の…新宿追分
  - 美味しいお酒 飲めりゃいい

- 西方裕之
  - 瀬戸内しぐれ
  - ふたりの夜汽車
  - 港やど

- 三代目コロムビア・ローズ→野村未奈→野村美菜
  - 出航五分前
  - 蒼いバラの伝説
  - 異国の華〜お春物語〜
  - 夢のバスガール
  - 最終便
  - 迷子
  - 城下町ブルース
  - 倖せ夢さぐり
  - いつかその気になったら
  - 深川ブルース
  - かがり火挽歌
  - 矢作川
  - 千曲川哀歌
  - 北上川
  - 恋ざくら
  - 伊良湖水道
  - 夢路の宿
  - 天文館の夜
  - 哀愁埠頭

### は行
- 服部浩子
  - とまり木の街

- 氷川きよし
  - 箱根八里の半次郎
  - 大井追っかけ音次郎
  - きよしのズンドコ節
  - 星空の秋子
  - 白雲の城
  - きよしのドドンパ
  - 番場の忠太郎
  - 一剣
  - きよしのソーラン節
  - 玄海船歌
  - 哀愁の湖
  - 浪曲一代
  - ときめきのルンバ
  - 三味線旅がらす
  - 虹色のバイヨン
  - あの娘と野菊と渡し舟
  - 情熱のマリアッチ
  - しぐれの港
  - 大利根ながれ月
  - みれん心
  - 大丈夫
  - 最上の船頭
  - 南風
  - 甲州路

- 藤あや子
  - 紅
  - うたかたの恋
  - 女のまごころ
  - ふたり花
  - 花びら慕情
  - 無情の酒

### ま行
- 真木ことみ
  - 風舞い
  - 極楽とんぼ
  - 惚れ化粧
  - こころ舟
  - まこと酒
  - 片恋岬
  - 一路出世船
  - 春よ来い
  - 石蕗の花

- 松尾雄史
  - くちなし慕情
  - 純子の泪
  - 北斗岬
  - 青二才
  - メルボルン特急
  - トマム絶唱
  - さよならを嘘にかえて
  - すず虫
  - 俺の花
  - 流れ舟
  - 星空の酒
  - なでしこの花
  - オランダ坂に雨が降る
  - 寒すずめ
  - 信州追分政五郎
  - 赤羽ノスタルジー

- 美川憲一
  - 北国夜曲
  - 慕情
  - 東京ホテル
  - 恋女
  - 納沙布みれん
  - 神威岬
  - 長崎みれん
  - 淡雪のひと
  - アカシア雨情
  - 吾妻橋で待つ女
  - 春待ち坂
  - 夜の花
  - 別れてあげる

- 水田竜子
  - 北山崎
  - 角館哀歌
  - 紅花の宿
  - 風の宿
  - 伊根の舟屋
  - 国東みれん
  - 霧の土讃線
  - 女の色気はないけれど
  - 野付水道
  - 余市の女
  - 雪の細道
  - 平戸雨情
  - 噂の港
  - 霧島の宿
  - 木曽川みれん
  - 船折瀬戸
  - 新庄恋しや
  - 有明月夜
  - みちのく夢情

- 水森かおり
  - 竜飛岬
  - 尾道水道

- 森山愛子
  - おんな節
  - 風樹の母
  - 父娘船
  - おぼろ月夜の上州路
  - 恋酒
  - 東京挽歌
  - おんなの神輿
  - 忘れないで
  - 会津追分
  - 尾曳の渡し
  - 伊吹おろし
  - ひとり風の盆
  - 雨の空港

### や行以降
- 八代亜紀
  - 骨までしびれるブルースを

- 山内惠介
  - 霧情
  - 海峡雨情
  - 二十才の酒
  - 君の酒
  - 流氷鳴き
  - 船酒場
  - つばめ返し
  - 恋する街角
  - 風蓮湖
  - 白樺の誓い
  - 冬枯れのヴィオラ
  - 涙くれないか
  - 釧路空港
  - 恋の手本
  - スポットライト
  - 流転の波止場
  - 愛が信じられないなら
  - さらせ冬の嵐
  - 唇スカーレット
  - 残照
  - 古傷
  - 誰に愛されても
  - 海峡浪漫

- 山川豊
  - 拳

- 山口ひろみ
  - 花しるべ

- 和田青児
  - おとこ星
  - 男の懺悔
  - 竜虎伝

## 出演

### ラジオ
- 水森英夫のチップイン歌謡曲（火曜会・スバルプランニング制作。全国各地のAMラジオ局でネット）